# Bindura
Bindura est une ville du Zimbabwe située dans la province du Mashonaland central, à environ 88 kilomètres au nord-est de Harare. Sa population est estimée à 40 233 habitants en 2007.

## Source
- (en) Cet article est partiellement ou en totalité issu de l’article de Wikipédia en anglais intitulé « Bindura » (voir la liste des auteurs).